# Crucified
"Crucified" é uma canção euro disco da banda sueca Army of Lovers sendo lançada como o primeiro single de seu segundo álbum, Massive Luxury Overdose (1991). Disponibilizada na Suécia em maio de 1991, a música foi escrita pelos membros da banda Alexander Bard e Jean-Pierre Barda com Anders Wollbeck e La Camilla no vocal e baixo.
"Crucified" fez sucesso em vários países europeus, incluindo a Bélgica, onde alcançou o primeiro lugar, além da Alemanha, Suécia, Espanha, Áustria e Suíça, onde alcançou o top 10. Nos Estados Unidos, "Crucified" se tornou um grande sucesso nas discotecas e nas rádios, estreando na sexta posição na parada Dance Club Play da Billboard e permanecendo no top 20 por um total de 14 semanas. Os remixes iniciais disponíveis em CD maxi e vinil maxi de 12 polegadas são de Nuzak. A faixa sampleia o drum break da canção Funky Drummer de James Brown.
Em 2013, o Army of Lovers divulgou uma nova versão da música intitulada "Crucified 2013". Ela contém uma outra interpretação vocal de Camilla Henemark junto com Dominika Peczynski. Kurt Cobain do grupo de rock alternativo Nirvana elogiou a banda em seus diários publicados postumamente, especificamente a música "Crucified".

## Recepção da crítica
O editor da AllMusic, Ned Raggett, descreveu a música como um "hino disco totalmente exagerado em todas as frentes que usa a combinação vencedora de ganchos e harmonias memoráveis do ABBA como inspiração e espalha uma carga de glitter e maquiagem sobre a coisa toda". Ele observou ainda que "ter digressões líricas ultra-cafonas como "I cry, I pray, mon dieu" não prejudica a pura vertigem no trabalho, e nem o refrão "I'm crucified like my saviour", órgão de igreja e a guitarra Duane Eddy estridente". David A. Keeps do Austin American Statesman sentiu que músicas como "Crucified" "estão impregnadas de lembranças românticas e bíblicas que sugerem, em um golpe tipicamente amplo, que o amor obsessivo é a experiência mais religiosa de todas". Larry Flick da Billboard elogiou-a como uma "house super-quente e arrasadora". Bevan Hannah do The Canberra Times escreveu: "A julgar pelo vídeo de seu primeiro lançamento single "Crucified", sua imagem foi cuidadosamente planejada, combinando figurinos e visuais estilo cabaré com ritmos Eurodance". Ian Gittins do Melody Maker o nomeou Single da Semana, declarando-o como "um corte de dança perverso e escaldante com um senso imaculado de acampamento inexpressivo e uma batida forte pontuada por refrões que se desenvolvem como o nascer do sol. Então, todo o conjunto é coberto com as harmonias escandinavas mais enervantes e exatas desde o Abba". Um revisor da Music Week viu a música como "uma confecção pop-dance bizarra, tanto comercial quanto exagerada".
A Newcastle Evening Chronicle chamou-o de uma "abordagem inteligente de rock quase coral em um número dançante animado", notando seu "salto ebuliente". Um crítico da revista People disse que "Crucified" vai "do disco até a igreja neste hip-hop com aleluias". James Hamilton do RM Dance Update comentou que é "diversão de festa camp e cafona da Suécia, esse cara fonético com coro estilo Abba fez rap, cordas giraram e - só para coroar tudo! - o violão de Duane Eddy com um som de 0-122 bpm jigly jumper soa como um hit pop com amplo apelo gimmick". Sophie Lawrence analisou a música para a Smash Hits escrevendo: "É um daqueles discos em que você pode imaginar todo mundo em uma discoteca dançando com as mãos no ar, não é? Eu gosto. Trás uma sensação gospel e harmonias muito boas". Edna Gundersen do USA Today disse: "Fiquem atentos ao Army of Lovers para suceder Right Said Fred como a mais nova sensação camp a saltar sobre o lago. O single euro disco "Crucified", do trio de Estocolmo é o melhor, mas não a única batida contagiante do seu álbum Massive Luxury Overdose". Joe Brown do The Washington Post revela que "a banda revela uma obsessão lírica com uma coisa milenarista-apocalíptica-sacrilégio, e a performance vocal  kitsch de La Camilla relembra uma imitação de Grace Jones e Debbie Harry".

## Videoclipe
O videoclipe oficial de "Crucified" foi lançado com direção dos suecos Fredrik Boklund e Martin Persson, e filmado no Priorado de Börringe um castelo em Svedala na Suécia, que foi construído em 1763 sobre as ruínas de um priorado beneditino medieval. Em uma cena, a banda é vista desfilando em frente a um retrato de Carl XVI Gustaf. O videoclipe era frequentemente exibido na  MTV Europa durante o outono de 1991.

## Desempenho nas tabelas musicais
| Tabela (1991)                  | Pico |
| ------------------------------ | ---- |
| Austrália (ARIA)               | 56   |
| Áustria (Ö3 Austria Top 40)    | 3    |
| Bélgica (Ultratop 50 Flanders) | 1    |
| Bélgica (Ultratop 50 Wallonia) | 4    |
| Europa (Eurochart Hot 100)     | 14   |
| França (SNEP)                  | 22   |
| Alemanha (Media Control)       | 5    |
| Grécia (IFPI)                  | 2    |
| Israel (IBA)                   | 12   |
| Países Baixos(Dutch Top 40)    | 2    |
| Países Baixos (Single Top 100) | 3    |
| Québec (ADISQ)                 | 36   |
| Espanha (AFYVE)                | 8    |
| Suécia (Topplistan)            | 8    |
| Suíça (Schweizer Hitparade)    | 6    |
| UK Singles (OCC)               | 47   |

| Tabela (1992)                              | Pico |
| ------------------------------------------ | ---- |
| UK Singles (OCC)                           | 31   |
| UK Dance (Music Week)                      | 42   |
| Estados Unidos Dance Club Play (Billboard) | 6    |
| US Maxi-Singles Sales (Billboard)          | 6    |

| Paradas (2014)                                    | Pico |
| ------------------------------------------------- | ---- |
| Estados Unidos Dance Club Songs (Billboard)       | 18   |
| Estados Unidos Dance/Electronic Songs (Billboard) | 45   |

| Tabela (1991)                  | Posição |
| ------------------------------ | ------- |
| Bélgica (Ultratop 50 Flanders) | 22      |
| Países Baixos(Dutch Top 40)    | 25      |
| Países Baixos (Single Top 100) | 25      |
| Suécia (Topplistan)            | 46      |

| Tabela (1992)               | Posição |
| --------------------------- | ------- |
| Áustria (Ö3 Austria Top 40) | 25      |
| Europa (Eurochart Hot 100)  | 83      |
| Alemanha (Media Control)    | 31      |

## Regravações e uso na mídia
O videoclipe de "Crucified" aparece em um episódio da animação Beavis and Butt-Head e a canção está incluída na trilha sonora do videogame Just Dance 4. Alexander Bard em seu projeto musical intitulado de Gravitonas utilizou uma amostra da música na faixa "Sacrifice" e no Eurovision 2021 a cantora azerbaijana Efendi representou seu país com "Mata Hari" que sampleou os primeiros segundos de "Crucified".

## Lista de Faixas
| - 7-inch single 1. "Crucified" (Radio Edit) - 3:32 2. "Love Revolution" - 4:02 - 12-inch maxi-single (1991) 1. "Crucified" (The Nuzak Remix) - 8:03 2. "Crucified" (Yherushalaim Dub) - 7:42 3. "Crucified" (Radio Edit) - 3:32 - CD single (1991) 1. "Crucified" (Radio Edit) - 3:32 2. "Crucified" (The Nuzak Remix) - 8:03 3. "Crucified" (Yherushalaim Dub) - 7:42 - 12-inch maxi-single (UK, 1992) 1. "Crucified" (The Nuzak Mix) - 8:03 2. "Crucified" (Crucifixion Hardcore '92 Mix) - 5:06 3. "Crucified" (The Maffia Mix) - 5:53 - 12-inch maxi-single (US, 1992) 1. "Crucified" (Judas Mix) - 6:47 2. "Crucified" (Judas Mix Instrumental) - 6:38 3. "Crucified" (Judas Mix Dubstrumental) - 4:19 4. "Crucified" (Teknostalgia Mix) - 4:14 5. "Ride the Bullet" (The DNA Remix) - 4:54 6. "Ride the Bullet" (The DNA Remix Dub) - 5:42 7. "Crucified" (Yherushalaim Dub) - 7:40 8. "Crucified" (Crucifixion Mix) - 5:09 - CD single (UK, 1992) 1. "Crucified" (Radio Edit) - 3:32 2. "Crucified" (Crucifixion Hardcore '92 Mix) - 5:06 3. "Crucified" (The Maffia Mix) - 5:53 4. "Crucified" (The Nuzak Mix) 8:03 | - CD maxi (US, 1992) 1. "Crucified" (Single Version) - 3:31 2. "Crucified" (Nuzak Remix) - 8:00 3. "Crucified" (Judas Mix) - 6:47 4. "Crucified" (Judas Mix Dubstramental) - 4:19 5. "Crucified" (Teknostradamus Mix) - 6:36 6. "Crucified" (Teknostalgia Mix) - 4:14 7. "Crucified" (Crucifixion Mix) 5:09 8. "Ride the Bullet" (The DNA Remix) - 4:54 9. "Ride the Bullet" (Molotov Cocktail Mix) - 4:58 10. "Ride the Bullet" (Tren De Amor Mix) - 6:24 - Download digital (2013) 1. "Crucified 2013" (Radio Edit) - 3:15 2. "Crucified 2013" (Sound Factory Radio) - 3:29 3. "Crucified 2013" (Per QX + Sonny Switch Radio) - 3:00 4. "Crucified 2013" (NORD Radio Edit) - 3:31 5. "Crucified 2013" (Extended Version) - 5:54 6. "Crucified 2013" (Sound Factory Paradise Anthem) - 8:32 7. "Crucified 2013" (Per QX + Sonny Switch Club Mix) - 5:49 8. "Crucified 2013" (NORD Club Mix) - 5:54 9. "Crucified 2013" (Sound Factory Dark Dub) - 8:25 |

## Créditos e pessoal
- Produzido por: Alexander Bard e Anders Wollbeck
- Coproduzido e engenhado por: Per Adebratt
- Gravado e mixado em: Sonct Studios, Estocolmo
- Vocais principais por: Jean-Pierre Barda e Dominika Peczynski (2013)
- Vocais de apoio por: Katarina Wilczewski, Erika Essen-Möller, Malin Bäckström, Jean-Paul Wall e Rickard Evenlind
- Teclados e programação por: Anders Wollbeck. Katarina Wilczewski participa por cortesia da Caprice Records. Jean-Paul Wall e Richard Evenlind participam por cortesia da Sonet Grammofon. Anders Wollbeck participa por cortesia da Sunrise Records.
- Produtor executivo: Ola Håkansson
- Design da capa por: Marie S-Wollback
- Fotografia por: Carl-Johan Paulin
- Estilista: Camilla Thulin
- Cabelo e maquiagem por: Jean-Pierre Barda
- Supervisor de promoção: Jonas Holst
- Clipe dirigido por: Fredrik Boklund e Martin Persson
- Empresariamento: La La La Entreprises